# حیاط مزار
حیاط مزار مربوط به دوره قاجار است و در نیشابور، خیابان امام خمینی، حاشیه خیابان فیاض بخش جنوبی (کال منوچهری جنوبی) واقع شده و این اثر در تاریخ ۲۷ اسفند ۱۳۸۷ با شمارهٔ ثبت ۲۶۲۶۴ به‌عنوان یکی از آثار ملی ایران به ثبت رسیده است.